# 巴扬冈莱塞佩莱克
巴扬冈莱塞佩莱克（法語：Bayenghem-lès-Éperlecques，法語發音：[bajɑ̃ɡɑ̃ lɛ.z‿epɛʁlɛk]，意为“埃佩莱克附近的巴扬冈”）是法国上法蘭西大區加来海峡省的一个市镇，属于圣奥梅尔区。

## 地理
巴扬冈莱塞佩莱克（50°48'26"N, 2°7'27"E）面积4.51 平方千米，位于法国上法蘭西大區加来海峡省，该省份为法国北部沿海省份，西北濒北海，南至索姆省，东临北部省。
与巴扬冈莱塞佩莱克接壤的市镇（或旧市镇、城区）包括：曼克尼约尔莱、芒克-诺尔贝库尔、诺尔多斯克、诺尔勒兰盖姆、埃佩莱克。

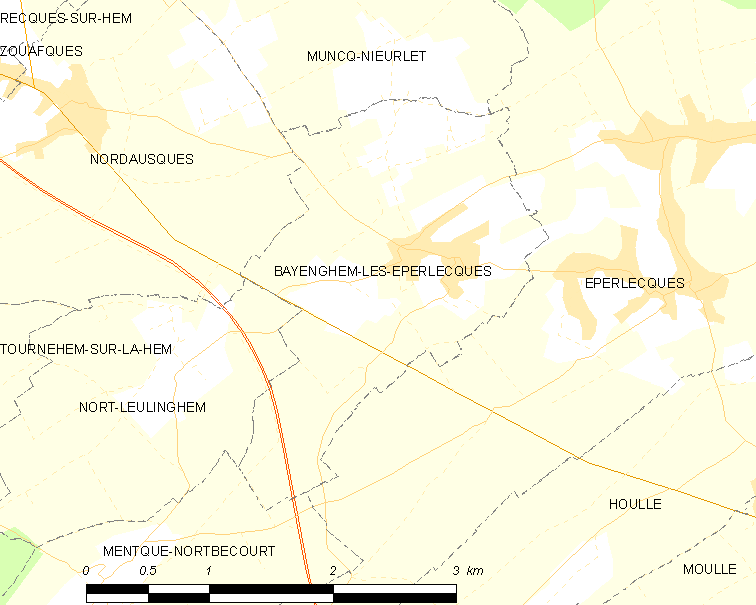
巴扬冈莱塞佩莱克的OSM定位图

巴扬冈莱塞佩莱克的时区为UTC+01:00、UTC+02:00（夏令时）。

## 行政
巴扬冈莱塞佩莱克的邮政编码为62910，INSEE市镇编码为62087。

## 政治
巴扬冈莱塞佩莱克所属的省级选区为圣奥梅尔县。

## 人口

1962-2008年间巴扬冈莱塞佩莱克人口变化图示

巴扬冈莱塞佩莱克于2022年1月1日时的人口数量为1019人。